# تپه گبرقلعه
تپه گبرقلعه مربوط به دوره ایلخانی - دوره صفوی است و در شهرستان کمیجان، بخش میلاجرد، دهستان خسروبیگ، روستای سیجان واقع شده و این اثر در تاریخ ۱۸ اسفند ۱۳۸۷ با شمارهٔ ثبت ۲۵۰۷۹ به‌عنوان یکی از آثار ملی ایران به ثبت رسیده است.